# Super Bowl XXXVIII
Il Super Bowl XXXVIII è stata la partita di finale della National Football League tra i Carolina Panthers, vincitori della National Football Conference (NFC) e i New England Patriots, campioni della American Football Conference (AFC) nella stagione 2003 e venne giocata il 1º febbraio 2004 al Reliant Stadium di Houston. I Patriots sconfissero i Panthers con un punteggio di 32–29, vincendo il loro terzo Super Bowl in tre anni. All'epoca, questo fu il Super Bowl più visto della storia, con un'audience di 144,4 milioni di spettatori.
I Panthers giunsero alla loro prima apparizione al Super Bowl dopo avere terminato la stagione regolare con un record di 11-5. I Patriots arrivarono alla ricerca del loro secondo titolo dopo un record di 14-2.
I tifosi della NFL e i giornalisti sportivi considerano questa edizione una delle meglio giocate e delle più eccitanti della storia: lo scrittore di Sports Illustrated Peter King lo ha definito come "Il miglior Super Bowl di tutti i tempi". Anche se nessuna delle due squadre segnò nel primo e nel terzo quarto, assieme accumularono 868 yard e 61 punti. La gara rimase sullo 0-0 per un record del Super Bowl di 26 minuti e 55 secondi, prima che le due squadre segnassero complessivamente 24 punti prima della fine del primo tempo. Nel quarto periodo, le due franchigie segnarono complessivamente un record del Super Bowl di 37 punti. La partita fu infine decisa dal kicker di New England Adam Vinatieri che segnò un field goal da 41 yard a 4 secondi dal termine. Il quarterback dei Patriots Tom Brady fu premiato come MVP del Super Bowl per la seconda volta in tre anni. Questi stabilì un record del Super Bowl per il maggior numero di passaggi completati (32), completandone il 66,7% e terminano con 354 yard passate, 3 touchdown e 12 yard corse.
Questa gara è ricordata anche per il controverso spettacolo di metà gara in cui Justin Timberlake fece fuoriuscire un seno della cantante Janet Jackson per circa mezzo secondo, in quello che in seguito fu definito un "malfunzionamento del guardaroba". Assieme al resto dello spettacolo di metà gara, questo portò a un immediato giro di vite della Federal Communications Commission e ad un esteso dibattito sull'indecenza trasmessa.

## Formazioni titolari
| Carolina          | Ruolo | Ruolo | New England     |
| ----------------- | ----- | ----- | --------------- |
| Attacco           |       |       |                 |
| Muhsin Muhammad   | WR    | WR    | Deion Branch    |
| Todd Steussie     | LT    | LT    | Matt Light      |
| Jeno James        | LG    | LG    | Russ Hochstein  |
| Jeff Mitchell     | C     | C     | Dan Koppen      |
| Kevin Donnalley   | RG    | RG    | Joe Andruzzi    |
| Jordan Gross      | RT    | RT    | Tom Ashworth    |
| Jermaine Wiggins  | TE    | TE    | Daniel Graham   |
| Steve Smith       | WR    | WR    | Troy Brown      |
| Jake Delhomme     | QB    | QB    | Tom Brady       |
| Stephen Davis     | RB    | RB    | Antowain Smith  |
| Brad Hoover       | FB    | FB    | Larry Centers   |
| Difesa            |       |       |                 |
| Julius Peppers    | LE    | LE    | Bobby Hamilton  |
| Brentson Buckner  | LDT   | NT    | Ted Washington  |
| Kris Jenkins      | RDT   | RE    | Richard Seymour |
| Mike Rucker       | RE    | LOLB  | Willie McGinest |
| Greg Favors       | LOLB  | LILB  | Tedy Bruschi    |
| Dan Morgan        | MLB   | RILB  | Roman Phifer    |
| Will Witherspoon  | ROLB  | ROLB  | Mike Vrabel     |
| Ricky Manning Jr. | LCB   | LCB   | Ty Law          |
| Reggie Howard     | RCB   | RCB   | Tyrone Poole    |
| Mike Minter       | SS    | SS    | Rodney Harrison |
| Deon Grant        | FS    | FS    | Eugene Wilson   |

## Punti realizzati
1° quarto
- Nessuno

2° quarto
- touchdown di Deion Branch su passaggio di 5 yard da Tom Brady (extra-point convertito) - 0-7
- touchdown di Steve Smith su passaggio di 39 yard da Jake Delhomme (extra-point convertito) - 7-7
- touchdown di David Givens su passaggio di 5 yard da Tom Brady (extra-point convertito) - 7-14
- field goal di 50 yard di John Kasay - 10-14

3° quarto
- Nessuno

4° quarto
- touchdown di Antowain Smith su corsa di 2 yard (extra-point convertito) - 10-21
- touchdown di DeShaun Foster su corsa di 36 yard (conversione da due punti fallita) - 16-21
- touchdown di Muhsin Muhammad su passaggio di 85 yard da Jake Delhomme (conversione da due punti fallita) - 22-21
- touchdown di Mike Vrabel su passaggio di una yard da Tom Brady (conversione da due punti segnata) 22-29
- touchdown di Ricky Proehl su passaggio di 12 yard da Jake Delhomme (extra-point convertito) - 29-29
- field goal di 41 yards di Adam Vinatieri - 29-32